# Hyles nepalensis
Hyles nepalensis är en fjärilsart som beskrevs av Daniel 1961. Hyles nepalensis ingår i släktet Hyles och familjen svärmare. Inga underarter finns listade i Catalogue of Life.